# Hurley (album)
Hurley è l'ottavo album discografico del gruppo alternative rock statunitense Weezer. L'album è stato pubblicato il 10 settembre 2010 dalla Epitaph Records esclusivamente per i negozi PacSun, mentre negli altri negozi è stato distribuito il 14 settembre 2010. Il disco è stato prodotto da Rivers Cuomo e Shawn Everett e, come il precedente Raditude, include canzoni scritte in collaborazione ad autori esterni alla band.
L'attore Jorge Garcia, che nella serie televisiva statunitense Lost interpreta il personaggio di Hugo "Hurley" Reyes, ha prestato il proprio volto per la copertina dell'album..

## Tracce
Testi e musiche di Rivers Cuomo, eccetto dove indicato.
1. Memories - 3:16
2. Ruling Me - 3:30 (Cuomo, Dan Wilson)
3. Trainwrecks - 3:21 (Cuomo, Desmond Child)
4. Unspoken - 3:01
5. Where's My Sex? - 3:28 (Cuomo, Greg Wells)
6. Run Away - 2:55 (Cuomo, Ryan Adams)
7. Hang On - 3:33 (Cuomo, Rick Nowels)
8. Smart Girls - 3:11 (Cuomo, Tony Kanal, Jimmy Harry)
9. Brave New World - 3:57 (Cuomo, Linda Perry)
10. Time Flies - 3:42 (Cuomo, Mac Davis)

Tracce bonus nella Deluxe Edition
1. All My Friends Are Insects (Adam Deibert) - 1:53
2. Viva la vida (Coldplay Cover) - 4:06 (Berryman, Buckland, Champion, Martin)
3. I Want to Be Something - 2:56
4. Represent (Rocked Out Mix) - 4:13 (Cuomo, Nowels)

## Classifiche
| Classifica (2010)         | Posizione massima |
| ------------------------- | ----------------- |
| Belgio (Vallonia)         | 93                |
| Canada                    | 11                |
| Germania                  | 63                |
| Giappone                  | 24                |
| Norvegia                  | 29                |
| Nuova Zelanda             | 34                |
| Paesi Bassi               | 98                |
| Regno Unito               | 49                |
| Stati Uniti               | 6                 |
| Stati Uniti (alternative) | 2                 |
| Stati Uniti (independent) | 1                 |
| Stati Uniti (rock)        | 3                 |
| Svizzera                  | 87                |